# اسأل العرب
برنامج إسأل العرب هو برنامج مسابقات انطلق في بداية عام 2016 تقدمه الفنانة اللبنانية مايا دياب، ويعرض على قناة أم بي سي 1، يقوم على فكرة تطبيق يتم تحميله من أبل ستور وغوغل بلاي يتم من خلاله التفاعل مع العرب وطرح أسئلة عامة تخص العرب ويكون المطلوب من المتسابقين توقع كيف يفكر العرب وأي خيار من الخيارات المتاحة ستكون أعلى نسبة 

## الجولات
- الجولة الأولى ويكون عدد الخيارات أربعة
- الجولة الثانية وعدد الخيارات أربعة
- الجولة الثالثة ويكون عدد الخيارات ثلاثة وعدد الاسئلة خمسة اسألة

### الجولة 1
تتكون من ثلاث فرق ثنائية والجولة من خمسة اسئلة لكل سؤال 4 اجابات ويخرج الذين جمعوا اقل درجات من الجولة الأولى

### الجولة 2
بعد خروج الفريق الخاسر يتبارى الفريقان الباقيان على خمسة اسئلة أخرى لكل سؤال 3 خيارات والذي يجمع درجات اعلى يتأهل للمرحلة الثالثة

## التقديم
وتقدم البرنامج اللبنانية مايا دياب والتي تطل عبرالmbc لأول مرة. وقد اثار لباسها المثير والذي اغلبه يكون فساتين قصيرة في الحلقات الأولى بعض الاستهجان إلى ان تم في الحلقة الثالثة ارغامها من ال mbc على تبديل فستانها قببل بداية الحلقة بوقت قصير.

## الحلقات
يبث البرنامج بشكل مباشر يوم الاثنين من كل اسبوع منذ شهر يناير 2016
- الحلقة 1: بتاريخ 18 يناير:
- الحلقة 2: بتاريخ 25 يناير:
- الحلقة 3: بتاريخ 1 فبراير: وقد شارك زوجان وفازا ب 120 الف ريال سعودي
- الحلقة 4: بتاريخ 8 فبراير: قد شاركت صديقتان وخسرتا في السؤال الاخير
- الحقة 5: بتاريخ 15 فبراير، وكانت ضيفة الحلقة «لجين» وقد خسر الشابين الذين تأهلا للمرحلة الاخيرة كل المال

## مشاركة الجمهور
يتم مشاركة الجمهور الحاضر عن طريق الاجهزة المثبته على المقاعد بينما الجمهور في أي مكان عبر التطبيق الذي يتم تحميله عبر أبل ستور وغوغل بلاي.
- سؤال في الحلقة يوم 15 فبراير عن أهم الأسباب التي تجعل المرأة تترك الرجل وتم استثناء خيار الخيانة للمحافظة على التطبيق (بحسب تعبير مقدمة البرنامج)

## احداث بالبرنامج
- في الحلقة الثالثة ظهر في الاخبار انه تم ارغام مايا دياب على تغيير فستانها الفاضح قبل بداية البرنامج بوقت قصير

## من الاسئلة
بعض الاسئلة التي تم طرحها بالحلقات:
- اسباب ترك المرأة للرجل؟ الجواب البخل
- مرض العصر؟ السرطان
- الخطا الذي يجب تجنبه خلال المقابلة الأولى بالعمل؟ الجواب: الوصول متأخرا 57%
- العريس الانسب بالنسبة للاهل هو؟ الجواب: الوظيفة 66%
- ما هو السبيل الأفضل لخدمة وطنك؟ الجواب الخدمات الاجتماعية 65%
- ما الذي يؤثر سلبا على الصحة؟ الجواب: ضغط الحيا’ 48%
- ما القطاع الذي يحتاج لتحسينه بالوطن العربي؟ التعليم 64%
- ماذا ينتظر ذو الاحتياجات الخاصة من المجتمع؟ الجواب: تأمين فرص العمل 52%
- ما الذي يدفع الرجل لذرف الدموع؟ الجواب: وفاة أحد والديه 87%
- ما السبب الرئيسي للإرهاب؟ الجواب: الخطاب الديني 39%
- ما الذي أصبح مقبولا في مجتمعنا؟ الجواب: الطلاق 59%
- ما هي القضية الاجتماعية الأكثر اهتماما عند العرب؟ الجواب: ارتفاع المعيشة 49% ثم البطالة 46%
- ما هي الحكمة المفضلة لديك؟ الجواب: لا تكرهو شيئا لعله خير لكم 67% ثم اتق شر من احسنت اليه 25%
- متى تصفع ولدك؟ الجواب: 55% تعاقبه بلا صفع
- ما هي الاخطر على حياة السائق؟ الجواب: السرعة العالية
- ما هي الصورة التي تخطر ببالك عندما تقول مصر؟ الجواب الهرم 74%
- الهاجس الأهم عند الرجل؟ الجواب: المال 46%
- خضت تحديا معين، وانهزمت، كيف تتصرف؟ الجواب تتقبل الخسارة 52%
- ما هو أكثر موقع تواصل اجتماعي تستخدمة؟ الجواب فيس بوك 72%
- إذا صدمت بلا قصد سيارة مركونة بجانب لطريق ماذا تفعل؟ الجواب: تترك رسالة مع رقم هاتفك 46%
- ما الذي يدمر المحبة بين الاصدقاء؟ الجواب: النميمة 52%
- ما رأيك بالمسلسلات العربية؟ الجواب: تعكس اوضاع المجتمع 66%
- تحل القضية الفلسطينية برأيك عن طريق؟ الجواب: قرار دولي 57%
- لو المال يشتري لك واحدة من هذه، تختار؟ الجواب: السعادة 72% يليه الحرية 20%
- قمة العنصرية هي ان تعامل شخصا على اساس؟ الجواب: لونه 45% يليه جنسيته 30%
- كيف تبني شخصية ابنك؟ الجواب: بتعليمه الاعتماد على ذاته 49%
- لو كانت الكائنات الفضائية موجودة لاعتبرت البشر؟ الجواب: همجيين 43%
- ما هي الرياضة التي لا تليق بالنساء؟ الجواب: كما الاجسام 54%
- المشهد الذ يوقظ فيك حس المساعدة؟ الجواب: طفل متشرد 49% يليه عجوز من دون مأوى 27%
- من هو الأكثر صدقا؟ الجواب: الزوج 40% يليه المحامي والصحافي 27%
- نتوتر أكثر عند اضاعة؟ الجواب: الموبايل 56% يليه المحفظة 32%
- أكثر قرار تؤجله من يوم إلى يوم؟ الجواب: الإقلاع عن التدخين 45%، ثم الحمية الغذائية 39%
- لو أصبحت الشرطة كلها نساءما؟ الجواب: ترتفع نسبة الجريمة 61%
- أي سياسة تعتمد للحفاظ على حياة زوجية مملة مرت عليها السنين؟ الجواب: التجاهل 63%
- ما الأسهل على المراة الاعتراف به؟ الجواب: عمرها 40% يليه «صديقتها أجمل منها» 37%
- لماذا يلجأ المراهقونن للتدخين؟ الجواب: الاعتقاد انهم أكثر نضجا 56% يليه التأثر بالاصدقاء 39%
- ما هو أهم عنصر لنجاح الاغنية؟ الجواب: الاداء 36% ليله اللحن 33% يليه الكلمات 31%
- بما تؤمن أكثر؟ الجواب: صيبة العين 59% يليه الحظ 31%
- تتكلم مع نفسك في حالة؟ الجواب: الحيرة 54%، يليه الغضب 29%.
- لماذا تلجأ المراة إلى عمليات التجميل[ ؟ ]؟ الجواب: لعدم رضاها على مظهرها وخوفا من التقدم بالسن 34% (اجابتان نفس النسبة)
- ما هي الاغنية الأحب إلى قلبك من اغنيات ام كلثوم؟ الجواب: انت عمري 53%، يليها سيرة الحب 34%.
- وقع حادث سير مروع، كيف تتصرف؟ الجواب: تبادر للمساعدة 59%، يليه تتصل بالشرطة 21%، يليه الارتياع 13%.
- كيف تفسر موقف الامم المتحدة تجاه الدول العربية؟ الجواب: غير فعال 39%، يليه يعبر عن عدم قلقه 30%.
- إذا كانت زوجتك تكره امك؟ الجواب: ترغمها على تحسين معاملتها 73%.
- ما هو سبب تكاثر محاولات التحرش الجنسي في ايامنا؟ الجواب: اللباس غير المحتشم 59% يليه الافلات من العقاب 24%
- الحب من النظرة الأولى؟ الجواب: حقيقة 54% يليه «نزوة» و «وهم» 23%
- أنت في مقابلة عمل وسحاب المدير مفتوح، ماذا تفعل؟ الجواب: تكتم ضحكتك 43% يليه تلفت انتباهه 42% يليه ترتبك 15%
- إذا وجدت مبلغ 1000 دولار في الطريق؟ الجواب: تأخذه 37% يليه تسلمه للشرطة 36%
- إذا اكتشفت ان مديرك المباشر يسرق من اموال الشركة؟ الجواب: تبلغ الإدارة العليا بشانه 67%
- كيف ينظر المجتمع إلى المراة المطلقة؟ الجواب: سيئة السمعة 48%، يليله قليلة الحظ 39%.
- ما هي التجارة الاسوء في العالم؟ الجواب: المخدرات 54% يليه الدعارة 34%
- ما الذي يمنع الوحدة بين العرب؟ الجواب: المصالح المختلف 52% يليه تعدد المذاهب الدينية 36%، يليه الفروقات الاقتصادية 12% [3]

## روابط خارجية
- الصفحة الرسمية للبرنامج
- اسأل العرب  على فيسبوك.